# Schönower Heide
Die Schönower Heide, an der nordwestlichen Grenze des Dorfes Schönow (seit 2003 ein Ortsteil der Stadt Bernau bei Berlin) gelegen, ist ein im Besitz der Stadt Berlin befindliches, 533 ha großes Naturschutzgebiet in Brandenburg. Den Schutzstatus erhielt das vom Beginn des 20. Jahrhunderts bis 1991 als militärisches Übungsgelände genutzte Areal im Jahr 2000. Seither ist die Schönower Heide zudem als europäisches Fauna-Flora-Habitat ausgewiesen. Neben einer offenen Heidelandschaft mit ausgedehnten Besenheideflächen finden sich im Naturschutzgebiet weitere schützenswerte Biotope, darunter Sandmagerrasen- und Binnendünenflächen sowie die Feuchtwiesen eines Rohrpfuhls. 2009 wurde in einem ca. 140 ha großen, eingezäunten Areal Dam-, Muffel- und Rotwild ausgesetzt, das maßgeblich zum Offenhalten der Heideflächen beiträgt.

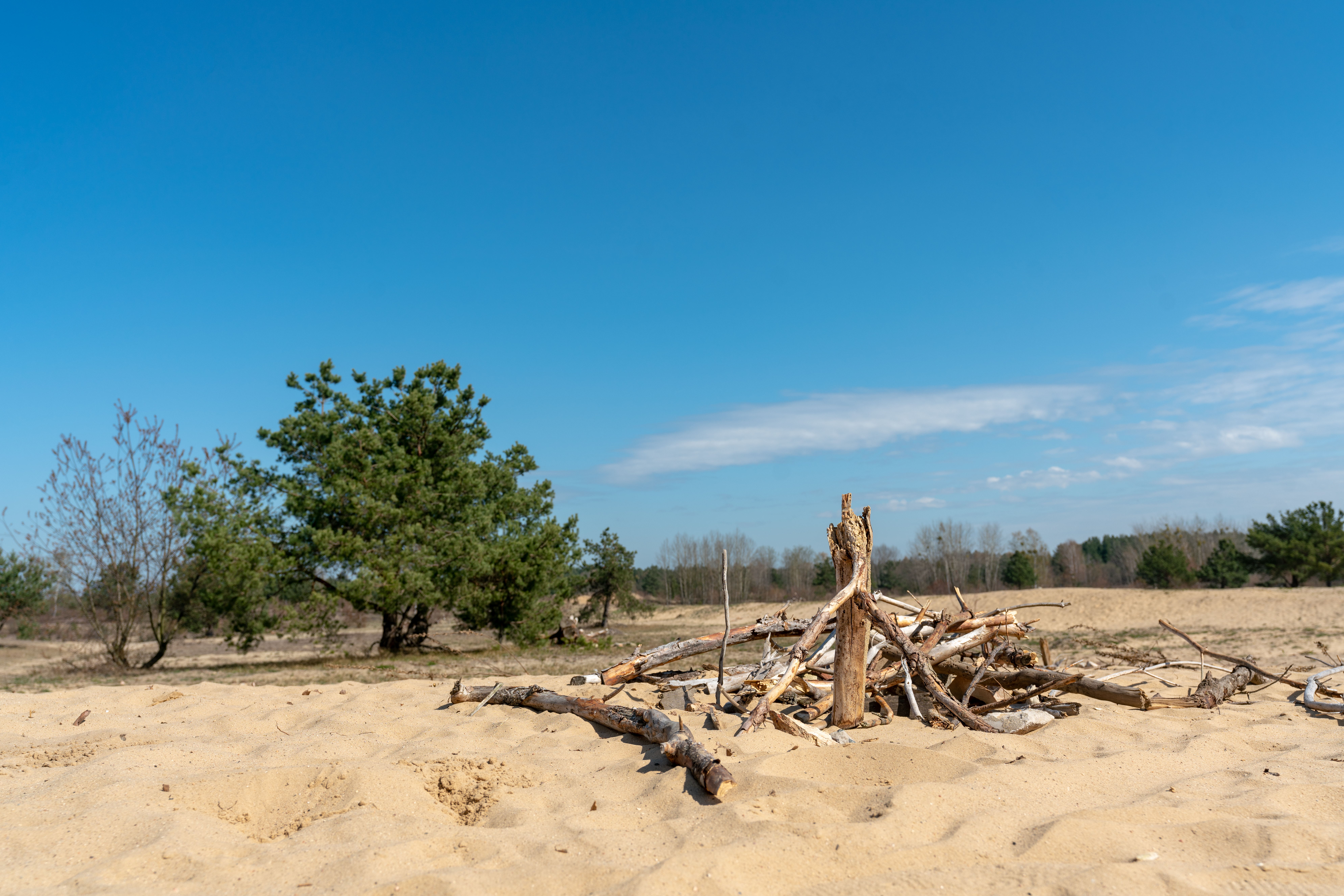
Binnendüne im Südteil der Schönower Heide

Zwei Rundwanderwege von ca. 1,5 und 5,0 km Länge führen durch das Naturschutzgebiet und bieten mit zahlreichen Informationstafeln die Möglichkeit, Wissenswertes über die Schönower Heide und das Beweidungsprojekt zu erfahren. Von einem Aussichtsturm eröffnen sich weite Ausblicke über die Heidelandschaft. Der 2006 gegründete Interessenverein Schönower Heide e. V. lädt regelmäßig zu Führungen ein und unterstützt mit verschiedenen Veranstaltungen und Arbeitseinsätzen die Bemühungen um den Erhalt des Naturschutzgebietes. Mit seiner Kindergruppe „Heidekinder“ ist der Verein zudem in der Umweltbildung aktiv.

## Schutzzweck
Der Schutzzweck des Naturschutzgebietes besteht in der Erhaltung und Entwicklung der Schönower Heide „als Standort seltener, in ihrem Bestand bedrohter wild wachsender Pflanzengesellschaften, insbesondere von Gesellschaften der Sumpfseggenriede, Erlenbruch-, Weißmoos-Kiefern- und Weiden-Faulbaumgesellschaften sowie der dauerhaften Sicherung der Sandheiden mit Besenheide und Ginster, der Sandtrockenrasen mit Silbergras und Straußgras als Lebensraumtypen nach Anhang I der Richtlinie 92/43 EWG vom 21. Mai 1992 zur Erhaltung der natürlichen Lebensräume sowie der wildlebenden Tiere und Pflanzen („Fauna-Flora-Habitat-Richtlinie“)“. Unter Schutz gestellt ist die Schönower Heide zudem als „Lebensraum bestandsbedrohter Tierarten, insbesondere als Nahrungs- und Reproduktionsgebiet verschiedener Vogel-, Amphibien-, Reptilien-, Schmetterlings-, Stechimmen-, Heuschrecken-, Libellen-, Käfer- und Spinnenarten.“
Dementsprechend haben es sich die Berliner Forsten zur Zielstellung gemacht, „durch das Zulassen dynamischer Prozesse und der Begünstigung und Förderung natürlicher Entwicklungen die Vielzahl an Pflanzengesellschaften zu erhalten, den Artenreichtum zu mehren und die natürlichen und naturnahen Lebensgemeinschaften in der Schönower Heide zu sichern. Die Beweidung mit Wildtieren soll dabei eine Form der Bewirtschaftung darstellen, die notwendige Schutz-, Renaturierungs- und Pflegemaßnahmen sowohl auf ökologischer als auch auf ökonomischer Ebene vereint.“

## Geschichte

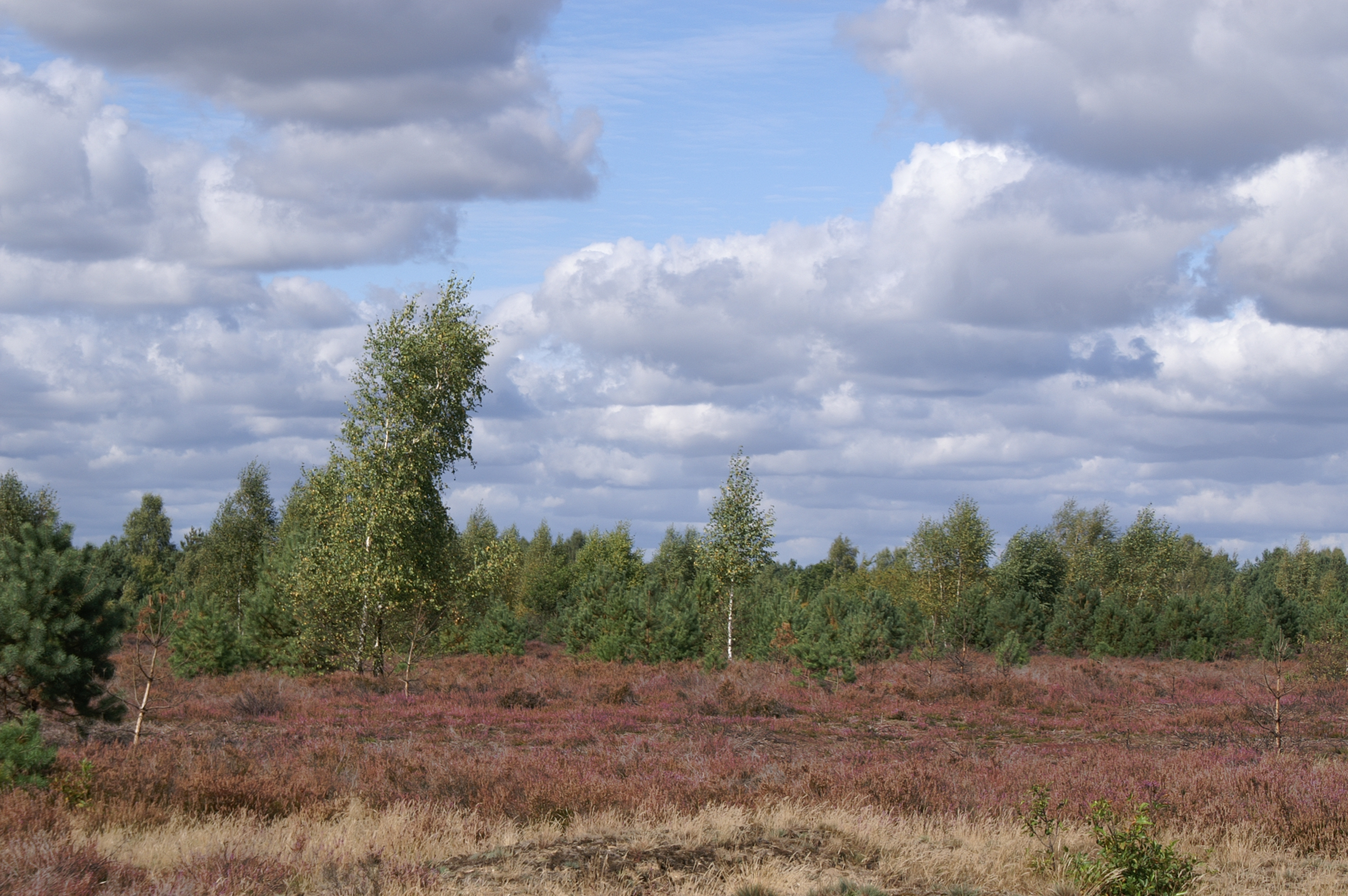
Herbststimmung in der Heide

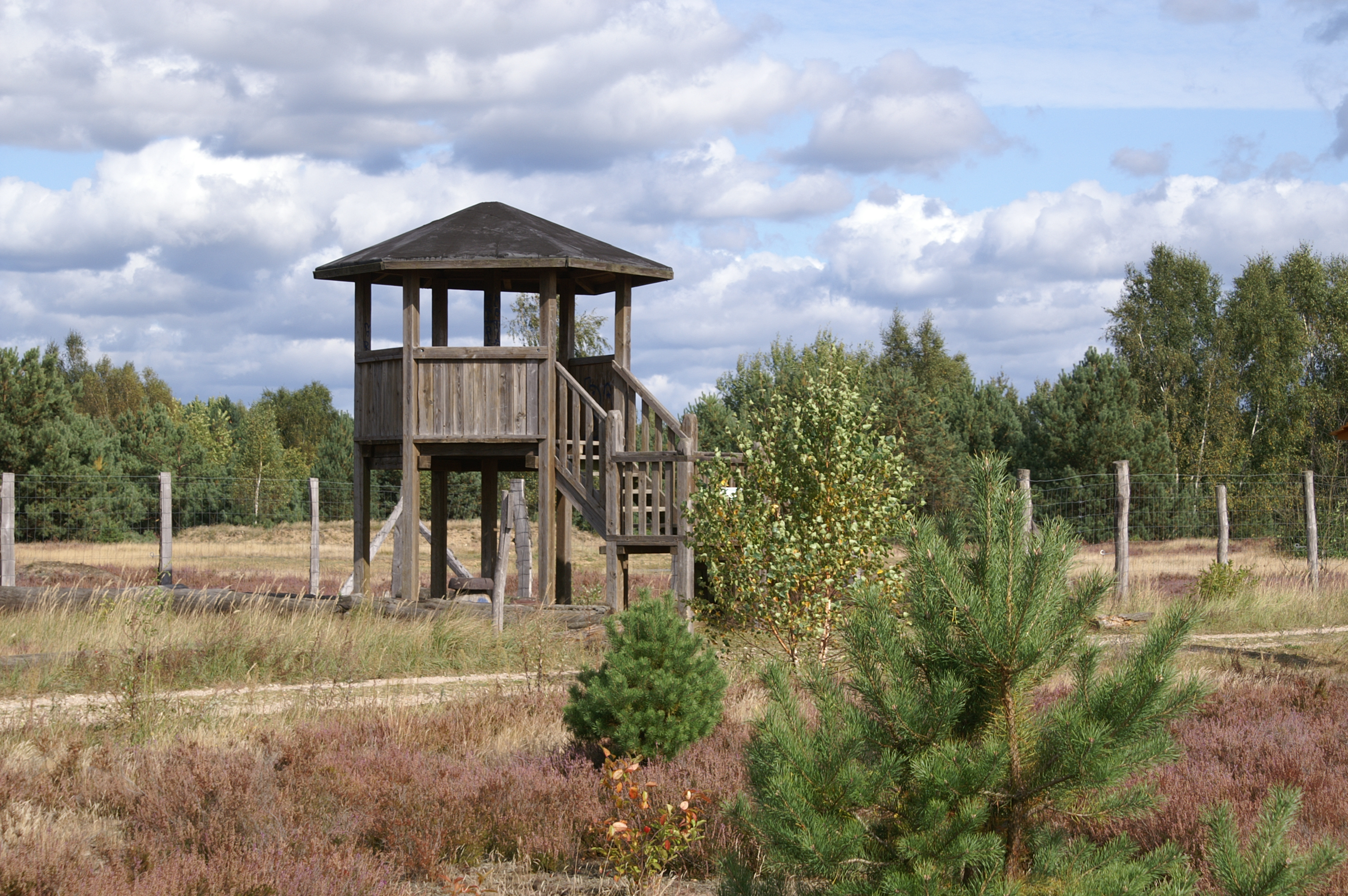
Aussichtsturm in der Heidelandschaft

Die ursprünglich in der Schönower Heide zu findenden Laubmischwälder nutzte der Mensch bereits im Mittelalter zur Holzgewinnung und als Waldweide. Die damit einhergehende Nährstoffentnahme führte bald zu einer weiteren Verarmung der ohnehin nicht sehr nährstoffreichen Kies- und Sandböden, die als Ablagerungen des Wandlitz-Ladeburger-Sanders von der Eiszeit zurückgelassen wurden. Die Ausbildung einer moos- und flechtenreichen Vegetation war die Folge.
Erst der starke Bevölkerungsrückgang infolge des Dreißigjährigen Krieges brachte eine gewisse Erholung der ursprünglichen Waldgebiete mit sich. Eine im Jahr 1757 vorgenommene Teilung der Schönower Heide, „welche bishero von dem Königl. Amte Mühlenbeck und der Kämmerei zu Bernau zur Hälfte gemeinschaftlich besessen und genutzet worden“, diente vornehmlich dem Zweck, durch festgeschriebene Eigentumsverhältnisse fortan auch die Nutzung des Waldes besser reglementieren zu können. Koch vermerkt, dass durch das bis dahin für die Schönower Bauern uneingeschränkt mögliche „Holz holen und Streu abfahren“ die Heide „wohl ziemlich wüst ausgesehen hat“. Das Bemühen um Walderhaltung wurde im 19. Jahrhundert durch gezielte Aufforstungsmaßnahmen weiter forciert. Im Ergebnis kam es zur Herausbildung eines umfangreichen Kiefernwaldgebietes im Bereich Bernau bei Berlin-Schönwalde-Wandlitz.
An der Wende zum 20. Jahrhundert wurden durch die Stadt Berlin rund um die zu Schönow gehörende Siedlung Birkbusch (1908 zu Ehren des Stadtbaurates James Hobrecht in Hobrechtsfelde umbenannt) Ländereien zur Errichtung eines Stadtgutes und zur Anlage von Rieselfeldern angekauft. Damit gelangten auch beträchtliche Teile der Schönower Heide in Berliner Besitz. Am Beginn des 20. Jahrhunderts begann auf einer durch Raupenfraß vernichteten Waldfläche innerhalb der Schönower Heide deren Nutzung als Truppenübungsplatz, zuerst durch kaiserliche Garde-Infanteristen, dann durch Einheiten der Reichswehr und in den Jahren von 1946 bis 1991 durch die in der Umgebung von Bernau stationierten Streitkräfte der UdSSR/GUS. Für die in der Heide agierenden sowjetischen Panzer- und Infanterieeinheiten wurden zusätzlich rund 125 ha Waldfläche mit schweren Kampffahrzeugen gerodet, es wurden Gebäude, massive Unterstände und Wege angelegt. Aufgrund der ständigen „Kampfhandlungen“ im Gebiet blieben die offenen Sandflächen in großem Umfang erhalten. Brände, entfacht durch den Einsatz scharfer Munition, traten vor allem in den Sommermonaten häufig auf und trugen zum Erhalt der Heidelandschaft bei.
Im Zuge der deutschen Wiedervereinigung erfolgte die Rückübertragung der Schönower Heide in den Besitz des Landes Berlin. Die Zuständigkeit für das Gebiet wurde den Berliner Forsten übertragen, eine Nutzung erwies sich allerdings aufgrund hoher Munitionsbelastung als schwierig. Noch heute gilt für große Teile der Schönower Heide ein Begehungsverbot. Im Jahr 2000 erhielt die Schönower Heide den Status eines Naturschutzgebietes und europäischen Fauna-Flora-Habitats. Entsprechend wurden in den Folgejahren verschiedene Maßnahmen zum Erhalt der Heideflächen realisiert, so die Beweidung mit Schafen im Jahr 2000, der Rückbau der Gebäude und Wege im Jahr 2001/02, eine großflächige Mahd im Jahr 2002 und ein partieller Winterbrand im Jahr 2004.
2004 begann die Berliner Forstverwaltung damit, das Naturschutzgebiet für Besucher zu öffnen. An der Landesstraße 30 zwischen Schönow und Schönwalde wurden ein Auto- und Fahrradparkplatz angelegt und das „Tor zur Heide“ als Ausgangspunkt der neu angelegten Wanderwege errichtet. Am Tor führt heute ein asphaltierter Rad- und Skaterweg vorbei, der die Schönower Heide mit dem Gorinsee, Hobrechtsfelde und dem Bucher Forst verbindet. Im Gelände selbst wurden ein Aussichtsturm und ein Picknickplatz geschaffen sowie Informationstafeln entlang eines Rundweges aufgestellt. 2008 entstand der Plan einer durchgängigen Beweidung der Heideflächen durch Wildtiere, der im Folgejahr realisiert wurde. Um das Gehege führt ein zweiter Rundwanderweg.

## Flora

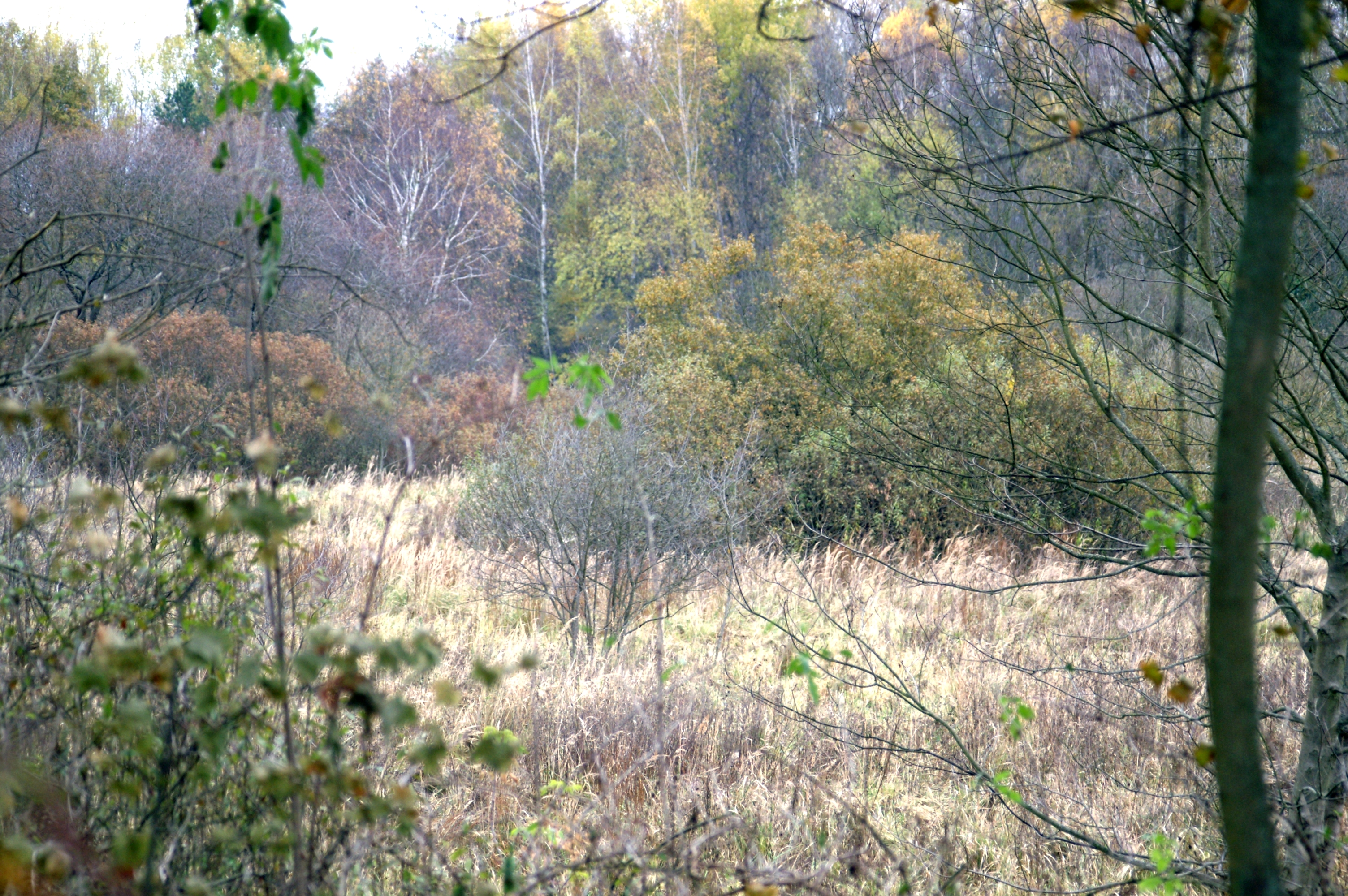
Feuchtgebiet innerhalb der Schönower Heide

Eine im Jahr 2008 vorgenommene Vegetationsaufnahme erbrachte den Nachweis von rund 200 verschiedenen Pflanzenarten in der Schönower Heide. Darunter befinden sich als landschaftstypische Pflanzen die zu den Zwergsträuchern zählende Besenheide (Calluna vulgaris), Kiefern, Birken und Wacholder. Zu den auf den Sandflächen anzutreffenden Pflanzen gehören die für Pionierflure und Sandmagerrasen typischen Arten, darunter das Silbergras (Corynephorus canescens), das Kleine Habichtskraut (Hieracium pilosella), der Scharfe Mauerpfeffer (Sedum acre) und die Sandstrohblume (Helichrysum arenarium). Nachgewiesen wurden zudem rund 40 Flechtenarten. In einigen Bereichen dominiert die Zitterpappel.
Im Nordosten des NSG ist eine große, ehemals vernässte und heute von Hochstauden- und Grasfluren bewachsene Senke vorhanden. Ein weiteres, 26 ha großes Feuchtgebiet befindet sich unmittelbar westlich der Sandflächen an der Landesstraße 30. Das Rohrbruch gehört zum Quellgebiet des Lietzengrabens und ist geprägt durch Erlen, Sumpfseggen und Hochstaudenfluren.

## Fauna
Die Tierwelt im Naturschutzgebiet Schönower Heide wird maßgeblich durch Wärme liebende Tiere geprägt, welche die Heide als Nahrungs-, Reproduktions-, Rückzugs- und Wiederbesiedlungsgebiet nutzen. Dazu gehören Zauneidechsen, Schmetterlinge, Sandlaufkäfer, Heidelibellen, verschiedene Wildbienenarten und Heuschrecken.
Reichhaltig ist die Vogelwelt. 2001 wurden bei einer Bestandsaufnahme 61 Brutvogelarten nachgewiesen. Darunter befanden sich zahlreiche gefährdete Arten wie Braunkehlchen und Heidelerche, Wiedehopf, Schwarzkehlchen, Waldschnepfe, Ziegenmelker, Raubwürger, Brachpieper. Zurückgegangen ist die Zahl der brütenden Steinschmätzer. Auf ihren Bestand hat sich die Beseitigung der anfänglich im NSG noch vorhandenen Gebäudereste und Schuttablagerungen negativ ausgewirkt. Regelmäßig zu beobachten sind Fitis, Baumpieper, Goldammer, Feldlerche, Buchfink und Amsel.

## Wildtierbeweidung

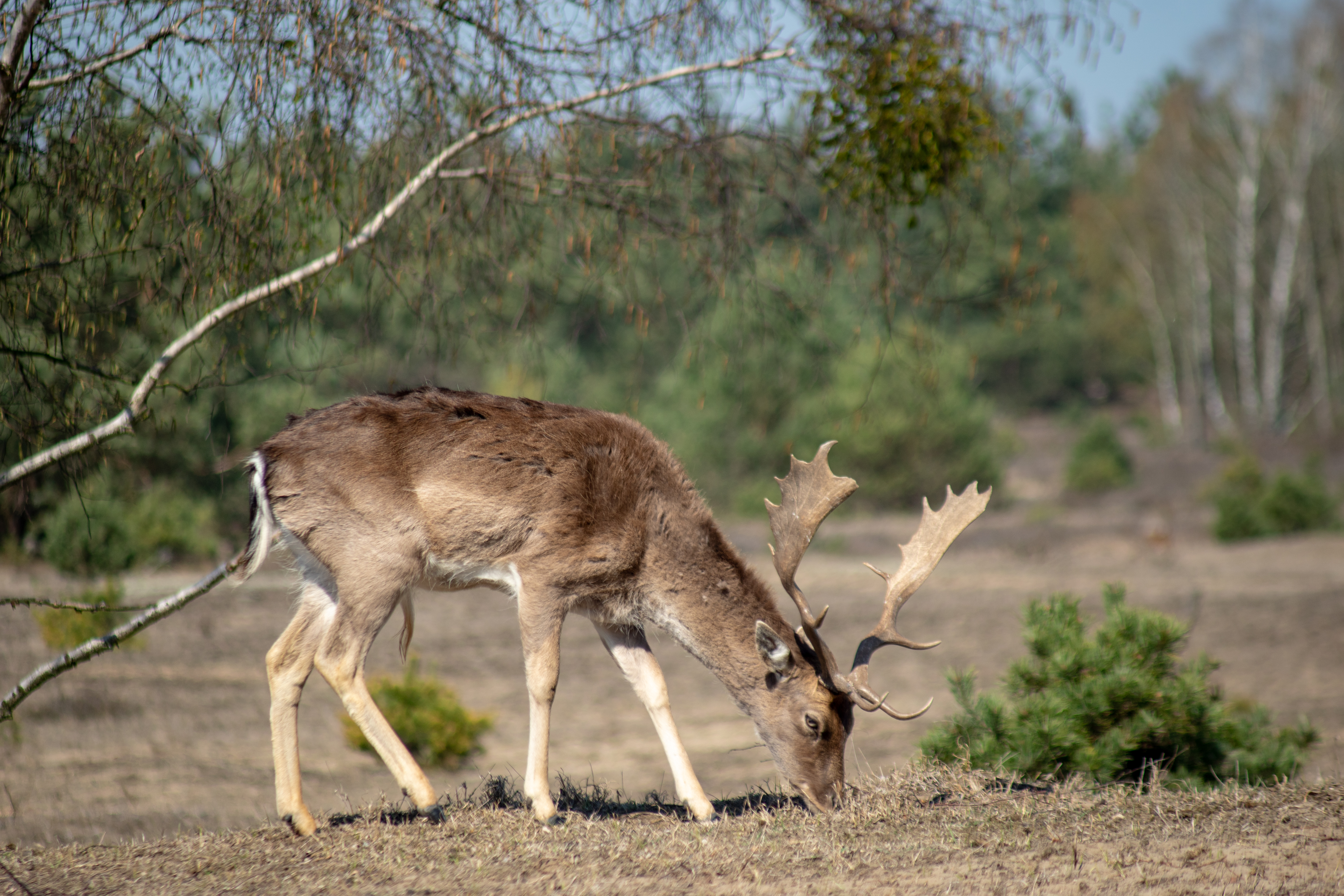
Beweidung der Heideflächen durch Damwild

Nachdem in den Jahren zwischen 2000 und 2004 mit der Beweidung durch Schafe, der Mahd und dem gezielten Abbrennen überalterter Calluna-Bestände verschiedene traditionelle Maßnahmen zum Erhalt der offenen Heidelandschaft genutzt worden waren, fasste die Forstverwaltung im Jahr 2008 den Plan zu einer beständigen Beweidung des Heidegebietes durch Wildtiere. Dam- und Rotwild sollte die aufkommende Strauch- und Baumvegetation, Muffelwild die Bodenvegetation einschließlich der Besenheide durch Verbiss kurz halten. Um die Tiere dauerhaft in der Heide halten zu können, wurde ein Areal von 140 ha, davon rund 120 ha zentraler Calluna-Sandheidebereich, mit einem Wildtierzaun umgeben. Im Gehege wurden Wasserflächen als Tränke angelegt. 2009 wurden dann je zwölf Tiere von Dam-, Muffel- und acht Stück Rotwild ausgesetzt. Die Projektplaner rechnen damit, dass sich die Population in Zukunft bis auf rund 140 Tiere erhöhen wird.
Begleitet wird das Wildtierprojekt durch die „Hochschule für nachhaltige Entwicklung Eberswalde“ und das „Leibniz-Institut für Zoo- und Wildtierforschung Berlin“. Bei ihren Beobachtungen gehen die Wissenschaftler und Forstleute der Frage nach, ob mit der Wildtierbeweidung eine Verbuschung der Heidelandschaft tatsächlich verhindert werden kann und wie viele Tiere dafür notwendig sind. Untersucht wird zugleich der Einfluss der Wildtierpopulationen auf andere, in der Heide heimische Artengruppen, etwa auf verschiedene Insektenarten, deren Nahrungsangebot (Heideblütennektar) wahrscheinlich zurückgehen wird. Besondere Beachtung wird zudem der gesunden Entwicklung der ausgesetzten Wildtiere geschenkt.
Für die Besucher der Schönower Heide stellt die Wildtierbeweidung eine Bereicherung dar. Bereits nach kurzer Zeit bot sich ihnen die Möglichkeit, die ausgesetzten Tiere aus nächster Nähe und doch in einer weitgehend ursprünglichen Umgebung beobachten zu können.
2012 wurde im südöstlichen Bereich der Schönower Heide, in Ergänzung der bereits seit 2011 im Bucher Forst und auf den ehemaligen Rieselfeldern rund um Hobrechtsfelde betriebenen Waldbeweidung mit Koniks und Robustrindern, eine Herde Koniks zur Beweidung der dortigen Hochwaldflächen eingestellt.